# ドリス・デヴェナインス
ドリス・デヴェナインス（Dries Devenyns、1983年7月22日 - ）は、ベルギー・ルーヴェン出身の自転車競技選手。

## 主な戦績
2005年
- ベルギー選手権　優勝（U23・ロードレース）

2006年
- ツール・ド・ブルターニュ（英語版）  総合優勝、 ヤングライダー賞（第4ステージ、第5ステージ・個人タイムトライアル）
- ツール・ド・ピレネー（英語版） 区間優勝（プロローグ）

2009年
- ツアー・オブ・オーストリア 区間優勝（第5ステージ）

2016年
- グランプリ・シクリスト・ラ・マルセイエーズ 優勝
- バロワーズ・ベルギー・ツアー  総合優勝（第2ステージ優勝）
- ツール・ド・ワロニー  総合優勝（第5ステージ優勝）

2020年
- カデル・エヴァンス・グレートオーシャン・ロードレース 優勝